# Hongarije op de Olympische Zomerspelen 2004
Hongarije nam deel aan de Olympische Zomerspelen 2004 in Athene, Griekenland. Het won, net als vier jaar eerder, acht keer goud, zes keer zilver en drie keer brons.

## Medailleoverzicht
| Sport            | Olympiër | Discipline               | Medaille |
| ---------------- | --- | ------------------------ | -------- |
| Kanovaren        | Gábor Horváth Zoltán Kammerer Botond Storcz Ákos Vereckei | K-4 1000m (m)            | Goud     |
| Kanovaren        | Natasa Janics | K-1 500m (v)             | Goud     |
| Kanovaren        | Natasa Janics Katalin Kovács | K-2 500m (v)             | Goud     |
| Moderne vijfkamp | Zsuzsanna Vörös | vrouwen                  | Goud     |
| Schermen         | Tímea Nagy | degen (v)                | Goud     |
| Schietsport      | Diána Igaly | skeet (v)                | Goud     |
| Waterpolo        | Zoltán Szécsi Tamás Varga Norbert Madaras Ádám Steinmetz Tamás Kásás Attila Vári Gergely Kiss Tibor Benedek Rajmund Fodor István Gergely Barnabás Steinmetz Tamás Molnár Péter Biros | mannen                   | Goud     |
| Worstelen        | István Majoros | -55kg Grieks-Romeins (m) | Goud     |
| Atletiek         | Zoltán Kővágó | discuswerpen (m)         | Zilver   |
| Gewichtheffen    | Eszter Krutzler | -69kg (v)                | Zilver   |
| Kanovaren        | Katalin Kovács Kinga Bóta Szilvia Szabó Erzsébet Viski | K-4 500m (v)             | Zilver   |
| Schermen         | Zsolt Nemcsik | sabel (m)                | Zilver   |
| Schermen         | Gabor Boczkó Krisztián Kulcsár Iván Kovács | degen team (m)           | Zilver   |
| Zwemmen          | Dániel Gyurta | 200m schoolslag (m)      | Zilver   |
| Kanovaren        | Attila Vajda | C-1 1000m (m)            | Brons    |
| Kanovaren        | György Kozmann György Kolonics | C-2 1000m (m)            | Brons    |
| Zwemmen          | László Cseh | 400m wisselslag (m)      | Brons    |

## Deelnemers en resultaten

### Atletiek
| Olympiër         | Discipline               | Resultaat | Prestatie                                                       |
| ---------------- | ------------------------ | --------- | --------------------------------------------------------------- |
| Gábor Dobos      | 100m (m)                 | 59e       | serie 6: 6de in 10,68                                           |
| Roland Németh    | 100m (m)                 | 35e       | serie 2: 3de in 10,28 kwartfinale 3: 6de in 10,38               |
| Géza Pauer       | 200m (m)                 | 25e       | serie 4: 4de in 21,02 kwartfinale 1: 6de in 20,90               |
| Zsolt Szeglet    | 400m (m)                 | 31e       | serie 6: 4de in 46,16                                           |
| Levente Csillag  | 110m horden (m)          | 35e       | serie 5: 7de in 13,74                                           |
| Zsolt Bácskai    | marathon (m)             | DNF       | niet gefinisht                                                  |
| Gyula Dudás      | 20km snelwandelen (m)    | 30e       | 1:28.18                                                         |
| Zoltán Czukor    | 50km snelwandelen (m)    | 24e       | 4:03.51                                                         |
| János Tóth       | 50km snelwandelen (m)    | 41e       | 4:29.33                                                         |
| Tamás Margl      | verspringen (m)          | 38e       | kwalificatie groep A: 19de met 7,38m                            |
| Péter Tölgyesi   | hink-stap-springen (m)   | 26e       | kwalificatie groep A: 13de met 16,36m                           |
| László Boros     | hoogspringen (m)         | 33e       | kwalificatie groep A: 16de met 2,15m                            |
| Zsolt Biber      | kogelstoten (m)          | 24e       | kwalificatie groep B: 13de met 19,31m                           |
| Róbert Fazekas   | discuswerpen (m)         | DSQ       | kwalificatie groep B: 1ste met 68,10m finale: gediskwalificeerd |
| Zoltán Kővágó    | discuswerpen (m)         | Zilver    | kwalificatie groep B: 6de met 61,91m finale: 2de met 67,04m     |
| Gábor Máté       | discuswerpen (m)         | 24e       | kwalificatie groep A: 4de met 63,41m finale: 11de met 57,84m    |
| Gergely Horváth  | speerwerpen (m)          | 26e       | kwalificatie groep A: 13de met 73,95m                           |
| Adrián Annus     | kogelslingeren (m)       | DSQ       | kwalificatie groep A: 1ste met 79,59m finale: gediskwalificeerd |
| Krisztián Pars   | kogelslingeren (m)       | 5e        | kwalificatie groep B: 2de met 80,50m finale: 5de met 78,73m     |
| Attila Zsivóczky | tienkamp (m)             | 6e        | 8287 punten                                                     |
|                  |                          |           |                                                                 |
| Judit Varga      | 1500m (v)                | 31e       | serie 3: 12de in 4.09,36                                        |
| Krisztina Papp   | 5000m (v)                | 32e       | serie 2: 17de in 15.58,44                                       |
| Aniko Kálovics   | 10000m (v)               | 20e       | 32.21,47                                                        |
| Ida Kovács       | marathon (v)             | 60e       | 3:03.21                                                         |
| Beáta Rakonczai  | marathon (v)             | 48e       | 2:49.41                                                         |
| Simona Staicu    | marathon (v)             | 45e       | 2:48.57                                                         |
| Edina Füsti      | 20km snelwandelen (v)    | 44e       | 1:39.45                                                         |
| Zita Ajkler      | verspringen (v)          | 26e       | kwalificatie groep B: 11de met 6,39m                            |
| Tünde Vaszi      | verspringen (v)          | 7e        | kwalificatie groep A: 8ste met 6,55m finale: 7de met 6,73m      |
| Krisztina Molnár | polsstokhoogspringen (v) | 19e       | kwalificatie groep A: 8ste met 4,30m                            |
| Éva Kürti        | kogelstoten (v)          | 37e       | kwalificatie groep B: 19de met 14,60m                           |
| Éva Kürti        | discuswerpen (v)         | 39e       | kwalificatie groep A: 19de met 52,52m                           |
| Nikolett Szabó   | speerwerpen (v)          | 16e       | kwalificatie groep B: 6de met 60,20m                            |
| Katalin Divós    | kogelslingeren (v)       | 17e       | kwalificatie groep A: 8ste met 67,64m                           |
| Éva Orbán        | kogelslingeren (v)       | 24e       | kwalificatie groep B: 13de met 65,76m                           |
| Julianna Tudja   | kogelslingeren (v)       | 18e       | kwalificatie groep A: 9de met 66,85m                            |

### Boksen
| Olympiër       | Discipline | Resultaat | Prestatie                                                                 |
| -------------- | ---------- | --------- | ------------------------------------------------------------------------- |
| Pál Bedák      | -48kg (m)  | 17e       | 1ste ronde: V van AZE Abiyev: 8-23                                        |
| Zsolt Bedák    | -54kg (m)  | 9e        | 1ste ronde: W van MEX Martinez: 36-27 2de ronde: V van UKR Tretyak: 24-27 |
| Gyula Káté     | -60kg (m)  | 17e       | 1ste ronde: V van KOR Jong: 23-30                                         |
| Vilmos Balog   | -69kg (m)  | 9e        | 1ste ronde: vrij 2de ronde: V van COL Novoa: 24-33                        |
| Károly Balzsay | -75kg (m)  | 9e        | 1ste ronde: W van TUN Mohamed: 29-24 2de ronde: V van CUB Herrera: 25-38  |

### Gewichtheffen
| Olympiër          | Discipline | Resultaat | Prestatie                                                      |
| ----------------- | ---------- | --------- | -------------------------------------------------------------- |
| László Tancsics   | -56kg (m)  | 7e        | trekken: 6de met 122,5kg stoten: 7de met 150kg totaal: 272,5kg |
| László Tancsics   | -77kg (m)  | 7e        | trekken: 11de met 155kg stoten: 2de met 200kg totaal: 355kg    |
| Ferenc Gyurkovics | -105kg (m) | DSQ       | gediskwalificeerd                                              |
| Zoltán Kovács     | -105kg (m) | DSQ       | gediskwalificeerd                                              |
|                   |            |           |                                                                |
| Eszter Krutzler   | -69kg (v)  | Zilver    | trekken: 2de met 117,5kg stoten: 2de met 145kg totaal: 262,5kg |
| Gyöngyi Likerecz  | -75kg (v)  | 4e        | trekken: 5de met 115kg stoten: 4de met 142,5kg totaal: 257,5kg |
| Viktória Varga    | -75kg (v)  | 4e        | trekken: 4de met 127,5kg stoten: 4de met 155kg totaal: 282,5kg |

### Gymnastiek
| Olympiër         | Discipline               | Resultaat | Prestatie                                                       |
| ---------------- | ------------------------ | --------- | --------------------------------------------------------------- |
| Róbert Gáló      | vloer (m)                | 24e       | kwalificatie: 24ste met 9,587 punten                            |
| Róbert Gáló      | sprong (m)               | 6e        | kwalificatie: 6de met 9,550 punten finale: 6de met 9,537 punten |
|                  |                          |           |                                                                 |
| Krisztina Szarka | individuele meerkamp (v) | 63e       | kwalificatie: 63ste met 31,661 punten                           |

### Handbal

#### Mannen
| Olympiër | Discipline | Resultaat | Prestatie |
| --- | ---------- | --------- | --- |
| János Szathmári Gergely Harsányi Ferenc Ilyés Gábor Császár Richárd Mezei Tamás Mocsai Gyula Gál Gergő Iváncsik Nándor Fazekas Ivo Díaz Carlos Pérez István Pásztor Balázs Laluska Lázló Nagy Péter Lendvay | mannen     | 4e        | groep B: 2de W van Egypte: 33-28 W van Brazilië: 20-19 V van Frankrijk: 23-26 W van Duitsland: 30-29 W van Griekenland: 26-22 kwartfinale: W van Zuid-Korea: 30-25 halve finale: V van Kroatië: 31-33 bronzen finale: V van Rusland: 26-28 |

| Groep B |             |             |             |             |             |            |            |            |        |
| #       | Land        | Wedstrijden | Wedstrijden | Wedstrijden | Wedstrijden | Doelpunten | Doelpunten | Doelpunten | Punten |
| #       | Land        | G           | W           | G           | V           | V          | T          | Saldo      | Punten |
| 1       | Frankrijk   | 5           | 5           | 0           | 0           | 135        | 108        | +27        | 10     |
| 2       | Hongarije   | 5           | 4           | 0           | 1           | 132        | 124        | +8         | 8      |
| 3       | Duitsland   | 5           | 3           | 0           | 2           | 139        | 110        | +29        | 6      |
| 4       | Griekenland | 5           | 2           | 0           | 3           | 117        | 130        | -13        | 4      |
| 5       | Brazilië    | 5           | 1           | 0           | 4           | 105        | 133        | -28        | 2      |
| 5       | Egypte      | 5           | 0           | 0           | 5           | 110        | 133        | -23        | 0      |

| Ronde          | Datum  | Plaats     | Land  | Score       | Land |
| -------------- | ------ | ---------- | ----- | ----------- | ---- |
| Groepsfase     |        |            |       |             |      |
| 14 augustus    | Athene | Hongarije  | 33-28 | Egypte      |      |
| 16 augustus    | Athene | Brazilië   | 19-20 | Hongarije   |      |
| 18 augustus    | Athene | Frankrijk  | 26-23 | Hongarije   |      |
| 20 augustus    | Athene | Hongarije  | 30-29 | Duitsland   |      |
| 22 augustus    | Athene | Hongarije  | 26-22 | Griekenland |      |
| Kwartfinale    |        |            |       |             |      |
| 24 augustus    | Athene | Zuid-Korea | 25-30 | Hongarije   |      |
| Halve finale   |        |            |       |             |      |
| 27 augustus    | Athene | Kroatië    | 33-31 | Hongarije   |      |
| Bronzen finale |        |            |       |             |      |
| 28 augustus    | Athene | Hongarije  | 26-28 | Rusland     |      |

#### Vrouwen
| Olympiër | Discipline | Resultaat | Prestatie |
| --- | ---------- | --------- | --- |
| Irina Sirina Bernadett Ferling Beáta Bohus Ibolya Mehlmann Zsuzsanna Pálffy Erika Kirsner Bojana Radulovics Krisztina Pigniczki Ágnes Farkas Anita Görbicz Eszter Ágnes Siti Katalin Pálinger Tímea Tóth Zsuzsanna Lovász Anita Kulcsár | vrouwen    | 5e        | groep B: 2de W van China: 28-24 W van Griekenland: 33-20 W van Brazilië: 35-26 V van Oekraïne: 22-23 kwartfinale: V van Frankrijk: 23-25 5-8ste plek: W van Brazilië: 36-31 5-6de plek: W van Spanje: 38-29 |

| Groep B |             |             |             |             |             |            |            |            |        |
| #       | Land        | Wedstrijden | Wedstrijden | Wedstrijden | Wedstrijden | Doelpunten | Doelpunten | Doelpunten | Punten |
| #       | Land        | G           | W           | G           | V           | V          | T          | Saldo      | Punten |
| 1       | Oekraïne    | 4           | 4           | 0           | 0           | 99         | 82         | +17        | 8      |
| 2       | Hongarije   | 4           | 3           | 0           | 1           | 118        | 93         | +25        | 6      |
| 3       | China       | 4           | 2           | 0           | 2           | 106        | 90         | +16        | 4      |
| 4       | Brazilië    | 4           | 1           | 0           | 3           | 97         | 105        | -8         | 2      |
| 5       | Griekenland | 4           | 0           | 0           | 4           | 74         | 124        | -50        | 0      |

| Ronde       | Datum  | Plaats    | Land  | Score     | Land |
| ----------- | ------ | --------- | ----- | --------- | ---- |
| Groepsfase  |        |           |       |           |      |
| 15 augustus | Athene | China     | 24-28 | Hongarije |      |
| 17 augustus | Athene | Hongarije | 33-20 | China     |      |
| 21 augustus | Athene | Brazilië  | 26-35 | Hongarije |      |
| 23 augustus | Athene | Hongarije | 22-23 | China     |      |
| Kwartfinale |        |           |       |           |      |
| 26 augustus | Athene | Frankrijk | 25-23 | Hongarije |      |
| 5-8ste plek |        |           |       |           |      |
| 28 augustus | Athene | Hongarije | 36-31 | Brazilië  |      |
| 5-6de plek  |        |           |       |           |      |
| 29 augustus | Athene | Spanje    | 29-38 | Hongarije |      |

### Judo
| Olympiër       | Discipline | Resultaat | Prestatie                                                              |
| -------------- | ---------- | --------- | ---------------------------------------------------------------------- |
| Miklós Ungvári | -66kg (m)  | 17e       | 1ste ronde: W van AZE Ismayilov: ippon 2de ronde: V van POR Pina: yuko |
| Antal Kovács   | -100kg (m) | 21e       | 1ste ronde: V van JPN Inoue: koka                                      |

### Kanovaren
| Olympiër                                                  | Discipline    | Resultaat | Prestatie                                                                         |
| --------------------------------------------------------- | ------------- | --------- | --------------------------------------------------------------------------------- |
| Márton Joób                                               | C-1 500m (m)  | 7e        | serie 3: 4de in 1.51,025 halve finale 1: 2de in 1.50,813 finale: 7de in 1.48,195  |
| Attila Vajda                                              | C-1 1000m (m) | Brons     | serie 3: 4de in 3.57,290 halve finale 1: 2de in 3.52,236 finale: 3de in 3.49,025  |
| György Kozmann György Kolonics                            | C-2 500m (m)  | 7e        | serie 1: 4de in 1.41,324 halve finale 1: 2de in 1.41,472 finale: 7de in 1.41,138  |
| György Kozmann György Kolonics                            | C-2 1000m (m) | Brons     | serie 2: 3de in 3.31,775 finale: 3de in 3.43,106                                  |
| Ákos Vereckei                                             | K-1 500m (m)  | 5e        | serie 2: 2de in 1.37,589 halve finale 1: 2de in 1.38,737 finale: 5de in 1.39,315  |
| Roland Kökény                                             | K-1 1000m (m) | 6e        | serie 1: 2de in 3.27,904 halve finale 2: 2de in 3.29,134 finale: 6de in 3.31,121  |
| Zoltán Kammerer Botond Storcz                             | K-2 500m (m)  | 5e        | serie 1: 2de in 1.31,166 halve finale 1: 1ste in 1.30,438 finale: 5de in 1.29,096 |
| Zoltán Benkő István Beé                                   | K-2 1000m (m) | 9e        | serie 1: 5de in 3.13,340 halve finale: 3de in 3.13,609 finale: 9de in 3.27,996    |
| Zoltán Kammerer Botond Storcz Ákos Vereckei Gábor Horváth | K-4 1000m (m) | Goud      | serie 2: 1ste in 2.51,010 finale: 1ste in 2.56,919                                |
|                                                           |               |           |                                                                                   |
| Natasa Janics                                             | K-1 500m (v)  | Goud      | serie 1: 1ste in 1.49,870 finale: 1ste in 1.47,741                                |
| Katalin Kovács Natasa Janics                              | K-2 500m (v)  | Goud      | serie 1: 1ste in 1.38,606 finale: 1ste in 1.38,101                                |
| Katalin Kovács Szilvia Szabó Erzsébet Viski Kinga Bóta    | K-4 500m (v)  | Zilver    | serie 1: 2de in 1.32,298 finale: 2de in 1.34,536                                  |

### Moderne vijfkamp
| Olympiër        | Discipline | Resultaat | Prestatie   |
| --------------- | ---------- | --------- | ----------- |
| Gábor Balogh    | mannen     | 8e        | 5296 punten |
| Ákos Kállai     | mannen     | 18e       | 5132 punten |
|                 |            |           |             |
| Csilla Füri     | vrouwen    | 12e       | 5144 punten |
| Zsuzsanna Vörös | vrouwen    | Goud      | 5448 punten |

### Roeien
| Olympiër                  | Discipline             | Resultaat | Prestatie |
| ------------------------- | ---------------------- | --------- | --- |
| Zsolt Hirling Tamás Varga | lichte dubbel-twee (m) | 5e        | serie 2: 2de in 6.20,98 herkansingen: 1ste in 6.22,63 halve finale 2: 2de in 6.18,23 finale: 5de in 6.24,69   |
| Gábor Bencsik Ákos Haller | dubbel-twee (m)        | 11e       | serie 2: 5de in 7.05,20 herkansingen: 1ste in 6.15,60 halve finale 2: 5de in 6.23,81 finale B: 4de in 6.15,39 |
|                           |                        |           | |
| Mónika Remsei Edit Stift  | lichte dubbel-twee (v) | 15e       | serie 2: 5de in 7.12,79 herkansingen: 4de in 7.07,69 finale C: 3de in 7.45,05                                 |

### Schermen
| Olympiër                                                     | Discipline     | Resultaat | Prestatie |
| ------------------------------------------------------------ | -------------- | --------- | --- |
| Gábor Boczkó                                                 | degen (m)      | 18e       | 1ste ronde: vrij 2de ronde: V van CHN Wang: 10-15 |
| Géza Imre                                                    | degen (m)      | 21e       | 1ste ronde: vrij 2de ronde: V van GER Strigel: 13-15 |
| Iván Kovács                                                  | degen (m)      | 13e       | 1ste ronde: vrij 2de ronde: W van USA Mattern: 15-6 3de ronde: V van SUI Fischer: 7-15 |
| Gábor Boczkó Géza Imre Iván Kovács Krisztián Kulcsár         | degen team (m) | Zilver    | 1ste ronde: W van Oekraïne: 38-34 halve finale: W van Rusland: 34-26 finale: V van Frankrijk: 32-43 |
| Domonkos Ferjancsik                                          | sabel (m)      | 10e       | 1ste ronde: vrij 2de ronde: W van CAN Boulos: 15-8 V van HUN Nemcsik: 11-15 |
| Balázs Lengyel                                               | sabel (m)      | 18e       | 1ste ronde: vrij 2de ronde: V van UKR Tretiak: 12-15 |
| Zsolt Nemcsik                                                | sabel (m)      | Zilver    | 1ste ronde: vrij 2de ronde: W van CHN Huang: 15-12 3de ronde: W van HUN Ferjancsik: 15-11 kwartfinale: W van ROU Covaliu: 15-14 halve finale: W van UKR Tretiak: 15-11 finale: V van ITA Montano: 14-15       |
| Domonkos Ferjancsik Kende Fodor Balázs Lengyel Zsolt Nemcsik | degen team (m) | Zilver    | 1ste ronde: V van Verenigde Staten: 43-45 5-8ste plek: W van China: 45-40 5-6de plek: W van Oekraïne: 45-40                                                                                                   |
|                                                              |                |           | |
| Adrien Hormay                                                | degen (v)      | 10e       | 1ste ronde: vrij 2de ronde: V van ROU Popescu: 13-15 |
| Ildikó Mincza-Nebald                                         | degen (v)      | 4e        | 1ste ronde: vrij 2de ronde: W van NED Tol: 15-7 3de ronde: W van GER Heidemann: 11-10 kwartfinale: W van KOR Kim: 15-9 halve finale: V van FRA Flessel-Colovic: 14-15 bronzen finale: V van FRA Nisima: 12-15 |
| Tímea Nagy                                                   | degen (v)      | Goud      | 1ste ronde: vrij 2de ronde: W van RUS Sivkova: 15-10 3de ronde: W van ITA Cascioli: 15-13 kwartfinale: W van CHN Zhang: 8-7 halve finale: W van FRA Nisima: 15-14 finale: W van FRA Flessel-Colovic: 15-10    |
| Adrienn Hormay Ildikó Mincza-Nébald Tímea Nagy Hajnalka Tóth | degen team (v) | Zilver    | 1ste ronde: V van Canada: 37-38 5-8ste plek: W van Zuid-Korea: 40-33 5-6de plek: W van China: 32-31 |
| Aida Mohamed                                                 | floret (v)     | 4e        | 1ste ronde: vrij 2de ronde: W van RUS Yusheva: 14-9 kwartfinale: W van KOR Kim: 15-9 halve finale: V van ITA Trillini: 7-15 bronzen finale: V van POL Gruchała: 9-15                                          |
| Gabriella Varga                                              | floret (v)     | 4e        | 1ste ronde: W van HKG Chan: 15-3 2de ronde: W van RUS Boiko: 15-9 kwartfinale: V van ITA Trillini: 11-15 |
| Orsolya Nagy                                                 | sabel (v)      | 18e       | 1ste ronde: V van JPN Hisagae: 14-15 |

### Schietsport
| Olympiër         | Discipline                 | Resultaat | Prestatie                                                              |
| ---------------- | -------------------------- | --------- | ---------------------------------------------------------------------- |
| Péter Sidi       | 10m luchtgeweer (m)        | 12e       | kwalificatie: 12de met 593 punten (99-98-100-99-99-98)                 |
| Péter Sidi       | 50m geweer 3 houdingen (m) | 19e       | kwalificatie: 19de met 1157 punten (398-381-378)                       |
| Péter Sidi       | 50m geweer liggend (m)     | 24e       | kwalificatie: 24ste met 591 punten (97-99-97-99-100-99)                |
| Attila Simon     | 50m pistool (m)            | 36e       | kwalificatie: 36ste met 541 punten (89-90-92-92-89-89)                 |
| Lajos Pálinkás   | 25m snelvuurpistool (m)    | 12e       | kwalificatie: 12de met 577 punten (287-290)                            |
| Attila Simon     | 10m luchtpistool (m)       | 43e       | kwalificatie: 43ste met 562 punten (90-94-95-97-92-94)                 |
|                  |                            |           |                                                                        |
| Éva Joó          | 10m luchtgeweer (v)        | 14e       | kwalificatie: 14de met 394 punten (99-100-96-99)                       |
| Beáta Krzyzewsky | 10m luchtgeweer (v)        | 37e       | kwalificatie: 37ste met 387 punten (95-97-97-98)                       |
| Éva Joó          | 50m geweer 3 houdingen (v) | 23e       | kwalificatie: 23ste met 570 punten (195-187-188)                       |
| Beáta Krzyzewsky | 50m geweer 3 houdingen (v) | 31e       | kwalificatie: 31ste met 560 punten (195-178-187)                       |
| Zsófia Csonka    | 25m pistool (v)            | 30e       | kwalificatie: 30ste met 567 punten (284-283)                           |
| Dorottya Erdős   | 25m pistool (v)            | 34e       | kwalificatie: 34ste met 557 punten (278-279)                           |
| Zsófia Csonka    | 10m luchtpistool (v)       | 26e       | kwalificatie: 26ste met 377 punten (96-91-96-94)                       |
| Dorottya Erdős   | 10m luchtpistool (v)       | 21e       | kwalificatie: 21ste met 379 punten (95-95-94-95)                       |
| Diána Igaly      | skeet (v)                  | Goud      | kwalificatie: 1ste met 72 punten (23-24-25) finale: 1ste met 97 punten |

### Schoonspringen
| Olympiër      | Discipline    | Resultaat | Prestatie                                                              |
| ------------- | ------------- | --------- | ---------------------------------------------------------------------- |
| András Hajnal | 10m toren (m) | 33e       | voorronde: 33ste met 305,79 punten                                     |
|               |               |           |                                                                        |
| Nóra Barta    | 3m plank (v)  | 14e       | voorronde: 15de met 279,24 punten halve finale: 14de met 491,52 punten |
| Villő Kormos  | 3m plank (v)  | 32e       | voorronde: 32ste met 193,68 punten                                     |

### Tafeltennis
| Olympiër                      | Discipline     | Resultaat | Prestatie |
| ----------------------------- | -------------- | --------- | --- |
| Csilla Bátorfi                | enkelspel (v)  | 33e       | 1ste ronde: vrij 2de ronde: V van CAN Cada: 3-4 (7-11, 11-9, 18-16, 6-11, 8-11, 11-8, 10-12)                                                                 |
| Maria Fazekas                 | enkelspel (v)  | 33e       | 1ste ronde: W van UZB Inoyatova: 4-0 (11-6, 11-7, 11-3, 11-7) 2de ronde: V van PRK Kim: 1-4 (7-11, 8-11, 11-9, 8-11, 8-11)                                   |
| Krisztina Tóth                | enkelspel (v)  | 17e       | 1ste ronde: vrij 2de ronde: W van NGR Oshonaike: 4-2 (10-12, 12-10, 14-16, 11-6, 15-13, 11-5) 3de ronde: V van HKG Tie: 1-4 (6-11, 11-6, 10-12, 12-14, 6-11) |
| Csilla Bátorfi Krisztina Tóth | dubbelspel (v) | 9e        | 1ste ronde: vrij 2de ronde: vrij 3de ronde: vrij 4de ronde: V van CRO Boros/Vaida: 1-4 (6-11, 11-9, 9-11, 3-11, 3-11)                                        |

### Tennis
| Olympiër                   | Discipline     | Resultaat | Prestatie                                           |
| -------------------------- | -------------- | --------- | --------------------------------------------------- |
| Melinda Czink              | enkelspel (v)  | 33e       | 1ste ronde: V van USA V Williams: 1-6, 2-6          |
| Petra Mandula              | enkelspel (v)  | 33e       | 1ste ronde: V van SUI Schnyder: 3-6, 4-6            |
| Melinda Czink Anikó Kapros | dubbelspel (v) | 17e       | 1ste ronde: V van JPN Morigami/Obata: 3-6, 7-5, 3-6 |
| Petra Mandula Kira Nagy    | dubbelspel (v) | 17e       | 1ste ronde: V van ESP Martínez/Pascual: 4-6, 0-6    |

### Triatlon
| Olympiër     | Discipline | Resultaat | Prestatie    |
| ------------ | ---------- | --------- | ------------ |
| Csaba Kuttor | mannen     | DNS       | niet gestart |
|              |            |           |              |
| Erika Molnár | vrouwen    | 38e       | 2:17.53,38   |

### Waterpolo

#### Mannen
| Olympiër | Discipline | Resultaat | Prestatie |
| --- | ---------- | --------- | --- |
| Zoltán Szécsi Tamás Varga Norbert Madaras Ádám Steinmetz Tamás Kásás Attila Vári Gergely Kiss Tibor Benedek Rajmund Fodor István Gergely Barnabás Steinmetz Tamás Molnár Péter Biros | mannen     | Goud      | groep A: 1ste W van Servië en Montenegro: 6-4 W van Kroatië: 10-8 W van Verenigde Staten: 7-5 W van Kazachstan: 14-4 W van Rusland: 7-6 halve finale: W van Rusland: 7-5 finale: W van Servië en Montenegro: 8-7 |

| Groep A |                      |             |             |             |             |        |        |        |        |
| #       | Land                 | Wedstrijden | Wedstrijden | Wedstrijden | Wedstrijden | Punten | Punten | Punten | Punten |
| #       | Land                 | G           | W           | G           | V           | V      | T      | Saldo  | Punten |
| 1       | Hongarije            | 5           | 5           | 0           | 0           | 44     | 27     | +17    | 10     |
| 2       | Servië en Montenegro | 5           | 4           | 0           | 1           | 37     | 26     | +11    | 8      |
| 3       | Rusland              | 5           | 3           | 0           | 2           | 32     | 28     | +4     | 6      |
| 4       | Verenigde Staten     | 5           | 2           | 0           | 3           | 32     | 37     | -5     | 4      |
| 5       | Kroatië              | 5           | 1           | 0           | 4           | 35     | 41     | -6     | 2      |
| 6       | Kazachstan           | 5           | 0           | 0           | 5           | 21     | 42     | −21    | 0      |

| Ronde        | Datum  | Plaats               | Land | Score                | Land |
| ------------ | ------ | -------------------- | ---- | -------------------- | ---- |
| Groepsfase   |        |                      |      |                      |      |
| 15 augustus  | Athene | Servië en Montenegro | 4-6  | Hongarije            |      |
| 17 augustus  | Athene | Hongarije            | 10-8 | Kroatië              |      |
| 19 augustus  | Athene | Verenigde Staten     | 5-7  | Hongarije            |      |
| 21 augustus  | Athene | Kazachstan           | 4-14 | Hongarije            |      |
| 23 augustus  | Athene | Rusland              | 6-7  | Hongarije            |      |
| Halve finale |        |                      |      |                      |      |
| 27 augustus  | Athene | Hongarije            | 7-5  | Rusland              |      |
| Finale       |        |                      |      |                      |      |
| 29 augustus  | Athene | Hongarije            | 8-7  | Servië en Montenegro |      |

#### Vrouwen
| Olympiër | Discipline | Resultaat | Prestatie |
| --- | ---------- | --------- | --- |
| Rita Dravucz Anett Gyore Dora Kisteleki Anikó Pelle Ágnes Primász Mercedes Stieber Krisztina Szremko Zsuzsanna Tiba Andrea Toth Agnes Valkay Erzsebet Valkay Krisztina Zantleitner Ildiko Zirighne Sos | vrouwen    | 6e        | groep A: 3de V van Verenigde Staten: 6-7 V van Rusland: 8-9 W van Canada: 5-4 kwartfinale: V van Italië: 5-8 5-6de plek: V van Rusland: 11-12 |

| Groep B |                  |             |             |             |             |        |        |        |        |
| #       | Land             | Wedstrijden | Wedstrijden | Wedstrijden | Wedstrijden | Punten | Punten | Punten | Punten |
| #       | Land             | G           | W           | G           | V           | V      | T      | Saldo  | Punten |
| 1       | Verenigde Staten | 3           | 2           | 1           | 0           | 20     | 16     | +4     | 4      |
| 2       | Rusland          | 3           | 2           | 1           | 0           | 21     | 22     | -1     | 4      |
| 3       | Hongarije        | 3           | 1           | 2           | 0           | 19     | 20     | -1     | 2      |
| 4       | Canada           | 3           | 1           | 2           | 0           | 16     | 18     | -2     | 2      |

| Ronde       | Datum  | Plaats           | Land  | Score     | Land |
| ----------- | ------ | ---------------- | ----- | --------- | ---- |
| Groepsfase  |        |                  |       |           |      |
| 16 augustus | Athene | Verenigde Staten | 7-6   | Hongarije |      |
| 18 augustus | Athene | Rusland          | 9-8   | Hongarije |      |
| 20 augustus | Athene | Hongarije        | 5-4   | Canada    |      |
| Kwartfinale |        |                  |       |           |      |
| 22 augustus | Athene | Italië           | 8-6   | Hongarije |      |
| 5-6de plek  |        |                  |       |           |      |
| 24 augustus | Athene | Rusland          | 12-11 | Hongarije |      |

### Wielersport
| Olympiër        | Discipline       | Resultaat    | Prestatie    |
| Mountainbike    | Mountainbike     | Mountainbike | Mountainbike |
| --------------- | ---------------- | ------------ | ------------ |
| Zsolt Vinczeffy | mannen           | 43e          | op 2 rondes  |
| Weg             |                  |              |              |
| László Bodrogi  | tijdrit (m)      | 21e          | 1:00.38,05   |
| László Bodrogi  | wegwedstrijd (m) | 74e          | 5:56.45      |

### Worstelen
| Olympiër           | Discipline  | Resultaat   | Prestatie |
| Vrije stijl        | Vrije stijl | Vrije stijl | Vrije stijl |
| ------------------ | ----------- | ----------- | --- |
| Gergõ Wöller       | -60kg (m)   | 19e         | groep 1: 3de V van KGZ Uulu: 0-3 V van UKR Fedoryshyn: 0-3 |
| Gábor Hatos        | -66kg (m)   | 15e         | groep 5: 2de W van SVK Fernyák: 3-1 V van TUR Çubukçu: 1-3 |
| Árpád Ritter       | -74kg (m)   | 16e         | groep 6: 3de V van RUS Saitiev: 2-8 V van GRE Bentinidis: 1-5 |
| Ottó Aubéli        | -120kg (m)  | 18e         | groep 2: 3de V van RUS Kuramagomedov: 0-6 V van GEO Modebadze: 0-5 |
| Grieks-Romeins     |             |             | |
| István Majoros     | -55kg (m)   | Goud        | groep 1: 1ste W van JPN Toyota: 5-3 W van DOM Ramírez: 5-0 kwartfinale: W van CUB Rivas: 6-1 halve finale: W van UKR Vakulenko: 3-1 finale: W van RUS Mamedaliyev: 3-1 |
| Levente Füredy     | -66kg (m)   | 15e         | groep 2: 3de V van BUL Gergov: 2-3 V van KOR Kim: 1-6 |
| Tamás Berzicza     | -74kg (m)   | 8e          | groep 6: 2de V van UZB Dokturishvili: 2-4 W van GRE Kolitsopoulos: 3-0 W van AZE Aslanov: walk-over                                                                    |
| Lajos Virág        | -96kg (m)   | 9e          | groep 6: 2de W van USA Lowney: 4-0 V van CUB Peña: 1-5 |
| Mihály Deák-Bárdos | -120kg (m)  | 10e         | groep 2: 2de W van FIN Ahokas: 3-0 V van IRI Barzi: 1-3 |

### Zeilen
| Olympiër                  | Discipline  | Resultaat | Prestatie                                       |
| ------------------------- | ----------- | --------- | ----------------------------------------------- |
| Áron Gádorfalvi           | mistral (m) | 22e       | 192 punten: (12-16-17-26-24-22-22-8-18-27-25)   |
| Balázs Hajdú              | finn (m)    | 23e       | 183 punten: (24-16-16-20-17-22-20-23-15-14-20)  |
| Péter Czégai Csaba Cserép | 470 (m)     | 27e       | 228 punten: (15-26-27-DNF-24-23-22-26-25-21-19) |
|                           |             |           |                                                 |
| Lívia Győrbíró            | mistral (v) | 24e       | 192 punten: (24-19-22-25-22-22-25-25-24-21-23)  |
| Márta Weöres Anna Payr    | 470 (v)     | 19e       | 128 punten: (OCS-9-13-9-20-9-16-9-16-10-17)     |

### Zwemmen
| Olympiër                                                  | Discipline            | Resultaat | Prestatie                                                                       |
| --------------------------------------------------------- | --------------------- | --------- | ------------------------------------------------------------------------------- |
| Krisztián Takács                                          | 50m vrije slag (m)    | 32e       | serie 6: 1ste in 23,12                                                          |
| Attila Zubor                                              | 100m vrije slag (m)   | 28e       | serie 6: 7de in 50,26                                                           |
| Tamás Szűcs                                               | 200m vrije slag (m)   | 32e       | serie 5: 7de in 1.52,26                                                         |
| Boldizsár Kiss                                            | 400m vrije slag (m)   | 38e       | serie 3: 7de in 4.02,87                                                         |
| Gergő Kis                                                 | 1500m vrije slag (m)  | 23e       | serie 4: 6de in 15.38,06                                                        |
| László Cseh                                               | 100m rugslag (m)      | 6e        | serie 4: 1ste in 54,80 halve finale 2: 4de in 54,86 finale: 6de in 54,61        |
| Péter Horváth                                             | 100m rugslag (m)      | 34e       | serie 6: 7de in 56,29                                                           |
| Viktor Bodrogi                                            | 200m rugslag (m)      | 24e       | serie 4: 8ste in 2.03,16                                                        |
| Richárd Bodor                                             | 100m schoolslag (m)   | 14e       | serie 6: 5de in 1.01,91 halve finale 1: 7de in 1.01,88                          |
| Richárd Bodor                                             | 200m schoolslag (m)   | 10e       | serie 6: 5de in 2.14,35 halve finale 1: 6de in 2.12,72                          |
| Dániel Gyurta                                             | 200m schoolslag (m)   | Zilver    | serie 6: 1ste in 2.11,29 halve finale 2: 1ste in 2.10,75 finale: 2de in 2.10,80 |
| Zsolt Gáspár                                              | 100m vlinderslag (m)  | 34e       | serie 5: 7de in 54,43                                                           |
| Dávid Kolozár                                             | 200m vlinderslag (m)  | 25e       | serie 4: 7de in 2.01,89                                                         |
| László Cseh                                               | 200m wisselslag (m)   | 4e        | serie 6: 1ste in 1.59,50 halve finale 2: 1ste in 1.59,65 finale: 4de in 1.58,84 |
| Tamás Kerékjártó                                          | 200m wisselslag (m)   | 13e       | serie 7: 6de in 2.01,75 halve finale 1: 7de in 2.01,89                          |
| László Cseh                                               | 400m wisselslag (m)   | Brons     | serie 4: 1ste in 4.14,26 finale: 3de in 4.12,15                                 |
| Balázs Gercsák Tamás Kerékjártó Balázs Makány Tamás Szűcs | 4x200m vrije slag (m) | 16e       | serie 2: 8ste in 7.31,78                                                        |
| Richárd Bodor László Cseh Zsolt Gáspár Attila Zubor       | 4x100m wisselslag (m) | 7e        | serie 2: 5de in 3.37,27 finale: 7de in 3.37,46                                  |
|                                                           |                       |           |                                                                                 |
| Zsuzsanna Csobánki                                        | 50m vrije slag (v)    | 41e       | serie 6: 7de in 27,09                                                           |
| Ágnes Mutina                                              | 100m vrije slag (v)   | 38e       | serie 3: 6de in 58,10                                                           |
| Katinka Hosszú                                            | 200m vrije slag (v)   | 31e       | serie 3: 7de in 2.04,22                                                         |
| Éva Risztov                                               | 400m vrije slag (v)   | 15e       | serie 4: 5de in 4.12,08                                                         |
| Nikolett Szepesi                                          | 100m rugslag (v)      | 28e       | serie 4: 6de in 1.02,78                                                         |
| Evelyn Verrasztó                                          | 200m rugslag (v)      | 14e       | serie 2: 1ste in 2.14,07 halve finale 1: 7de in 2.13,98                         |
| Ágnes Kovács                                              | 100m schoolslag (v)   | 10e       | serie 6: 4de in 1.09,61 halve finale 2: 5de in 1.09,12                          |
| Ágnes Kovács                                              | 200m schoolslag (v)   | 5e        | serie 5: 2de in 2.26,90 halve finale 1: 3de in 2.26,63 finale: 5de in 2.26,12   |
| Diana Remenyi                                             | 200m schoolslag (v)   | DNS       | serie 3: niet gestart                                                           |
| Beatrix Boulsevicz                                        | 100m vlinderslag (v)  | 18e       | serie 3: 6de in 1.00,18                                                         |
| Beatrix Boulsevicz                                        | 200m vlinderslag (v)  | 17e       | serie 2: 5de in 2.12,54                                                         |
| Éva Risztov                                               | 200m vlinderslag (v)  | 8e        | serie 2: 1ste in 2.10,49 halve finale 2: 4de in 2.09,83 finale: 8ste in 2.10,58 |
| Ágnes Kovács                                              | 200m wisselslag (v)   | 4e        | serie 3: 2de in 2.15,17 halve finale 2: 4de in 2.14,68 finale: 4de in 2.13,58   |
| Zsuzsanna Jakabos                                         | 400m wisselslag (v)   | 15e       | serie 4: 7de in 4.47,21                                                         |
| Éva Risztov                                               | 400m wisselslag (v)   | 4e        | serie 3: 1ste in 4.41,20 finale: 4de in 4.39,29                                 |

Afghanistan · Albanië · Algerije · Amerikaanse Maagdeneilanden · Amerikaans-Samoa · Andorra · Angola · Antigua en Barbuda · Argentinië · Armenië · Aruba · Australië · Azerbeidzjan · Bahama's · Bahrein · Bangladesh · Barbados · België · Belize · Benin · Bermuda · Bhutan · Bolivia · Bosnië en Herzegovina · Botswana · Brazilië · Britse Maagdeneilanden · Brunei · Bulgarije · Burkina Faso · Burundi · Cambodja · Canada · Centraal-Afrikaanse Republiek · Chili · China · Chinees Taipei · Colombia · Comoren · Congo-Brazzaville · Congo-Kinshasa · Cookeilanden · Costa Rica · Cuba · Cyprus · Denemarken · Djibouti · Dominica · Dominicaanse Republiek · Duitsland · Ecuador · Egypte · El Salvador · Equatoriaal-Guinea · Eritrea · Estland · Ethiopië · Fiji · Filipijnen · Finland · Frankrijk · Gabon · Gambia · Georgië · Ghana · Grenada · Griekenland · Groot-Brittannië · Guam · Guatemala · Guinee · Guinee‑Bissau · Guyana · Haïti · Honduras · Hongarije · Hongkong · Ierland · IJsland · India · Indonesië · Irak · Iran · Israël · Italië · Ivoorkust · Jamaica · Japan · Jemen · Jordanië · Kaaimaneilanden · Kaapverdië · Kameroen · Kazachstan · Kenia · Kirgizië · Kiribati · Koeweit · Kroatië · Laos · Lesotho · Letland · Libanon · Liberia · Libië · Liechtenstein · Litouwen · Luxemburg · Macedonië · Madagaskar · Malawi · Malediven · Maleisië · Mali · Malta · Marokko · Mauritanië · Mauritius · Mexico · Micronesië · Moldavië · Monaco · Mongolië · Mozambique · Myanmar · Namibië · Nauru · Nederland · Nederlandse Antillen · Nepal · Nicaragua · Nieuw-Zeeland · Niger · Nigeria · Noord-Korea · Noorwegen · Oeganda · Oekraïne · Oezbekistan · Oman · Oostenrijk · Oost‑Timor · Pakistan · Palau · Palestina · Panama · Papoea-Nieuw-Guinea · Paraguay · Peru · Polen · Portugal · Puerto Rico · Qatar · Roemenië · Rusland · Rwanda · Saint Kitts en Nevis · Saint Lucia · Saint Vincent en Grenadines · Salomonseilanden · Samoa · San Marino · Sao Tomé en Principe · Saoedi-Arabië · Senegal · Servië en Montenegro · Seychellen · Sierra Leone · Singapore · Slovenië · Slowakije · Soedan · Somalië · Spanje · Sri Lanka · Suriname · Swaziland · Syrië · Tadzjikistan · Tanzania · Thailand · Togo · Tonga · Trinidad en Tobago · Tsjaad · Tsjechië · Tunesië · Turkije · Turkmenistan · Uruguay · Vanuatu · Venezuela · Verenigde Arabische Emiraten · Verenigde Staten · Vietnam · Wit-Rusland · Zambia · Zimbabwe · Zuid-Afrika · Zuid-Korea · Zweden · Zwitserland